# Globe 2 Pop/Rock
Albums de Globe
Level 4
(2003) Maniac
(2006)
Remix par Globe
Global Trance Best
(2003)
Compilations par Globe
Globe Decade
(2005)
Singles
1. Here I Am / New Album Playlist
Sortie : 29 juin 2005

Globe 2 Pop/Rock ou Globe2 Pop/Rock (titré en minuscules : globe2 pop/rock) est le neuvième album original du groupe Globe.

## Présentation
L'album, écrit, composé et produit par Tetsuya Komuro, sort le 10 août 2005 au Japon sur le label Avex Globe de la compagnie Avex, deux ans et demi après le précédent album original du groupe, Level 4 (entre-temps son sortis son album de remix Global Trance Best et sa compilation Globe Decade - Single History).
Le groupe était en pause depuis deux ans, et est réactivé à l'occasion du dixième anniversaire de sa première sortie (le single Feel Like Dance en août 1995), mais sans Yoshiki, ancien leader du groupe de rock X-Japan qui avait participé au précédent album dans le cadre du projet temporaire "Globe Extreme" en tant que quatuor.
L'album atteint la 5e place du classement des ventes de l'Oricon, et reste classé pendant six semaines. C'est alors l'album original le moins vendu du groupe. Il marque pourtant l'arrêt de l'expérimentation musical du groupe dans la musique électronique trance débutée en 2001, et son retour vers le style pop-rock qui avait fait son succès dans les années 1990, d'où l'intitulé de son titre, qui le présente aussi comme une suite au premier album homonyme du groupe, Globe.
Il contient dix chansons (et un titre instrumental en conclusion), dont une seule déjà parue sur l'unique single sorti depuis le précédent album : Here I Am / New Album Playlist sorti un mois auparavant, contenant la chanson Here I Am et des extraits de trois autres chansons de l'album (Love Goes on, Lost, Judgement). Deux versions live de deux d'entre elles (Lost et Judgement) figureront sur le prochain album du groupe, Maniac, qui ne sortira que sept mois plus tard.

## Liste des titres
Les chansons sont écrites, composées, arrangées et mixées par Tetsuya Komuro (paroles de rap par Marc ; mixées avec Dave Ford).
| 1.    | Love Goes on !! (Love goes on!!)                     | 4:41 |
| 2.    | Expectation (EXPECTATION)                            | 5:18 |
| 3.    | Back 2 Be                                            | 4:11 |
| 4.    | Here I Am (du 30e single)                            | 6:11 |
| 5.    | Lost (LOST)                                          | 4:15 |
| 6.    | Asian Night                                          | 4:17 |
| 7.    | GoodBye Now (goodBye NOW)                            | 3:45 |
| 8.    | Feel Like the Wind (feel like the wind)              | 4:00 |
| 9.    | Judgement                                            | 5:33 |
| 10.   | Shift (SHIFT)                                        | 3:11 |
| 11.   | See the Next Page (see the next page ; instrumental) | 2:57 |
| 48:19 |                                                      |      |